# Geovanni
Geovanni Deiberson Maurício Gómez, mais conhecido Geovanni, (Acaiaca, 11 de janeiro de 1980) é um ex-futebolista brasileiro que atuava como meia.

## Carreira

### Começo
Revelado pelo Cruzeiro, estreou pelo clube mineiro na partida contra o Mamoré, no dia 30 de março de 1997, vencida por 3–1 pela Raposa, válida pelo Campeonato Mineiro. Participou de apenas mais alguns encontros no decorrer do ano.
Em 1998, após conquistar o Campeonato Mineiro e a Recopa Sul-Americana, marcando nos dois jogos da final nesta última competição, foi emprestado ao América Mineiro, que defendeu no Brasileirão, marcando um gol em 15 jogos.
Retornou em 1999, quando ajudou a equipe a vencer a Copa dos Campeões Mineiros mas ainda sendo apenas reserva. Em 2000, ganhou vaga no time titular e foi peça fundamental na conquista da Copa do Brasil, tendo inclusive marcado o gol do título no último minuto da partida de volta. Após ser campeão da Copa Sul-Minas de 2001, também anotando um gol na final, foi vendido para o Barcelona por 21 milhões de dólares.

### Barcelona e Benfica
Atuou com certa regularidade durante a primeira temporada no clube espanhol, mas perdeu espaço na seguinte, fazendo com que fosse emprestado ao Benfica, onde agradou e teve seu passe comprado em definitivo para 2003–04, temporada em que ajudou a equipe a conquista a Taça de Portugal, terminando um jejum de 7 anos sem este título nacional do clube.
Em 2004–05, Geovanni continuaria a ser decisivo, ajudando o Benfica a ser campeão da liga nacional 10 anos depois. Com gols em clássicos contra Porto e Sporting, foi peça chave no título, tendo jogado 31 das 34 partidas do campeonato. Na temporada seguinte, com novo título, dessa vez da Supertaça Cândido de Oliveira, continuou a se destacar mas o clube não conseguiu conquistar mais taças.

### Retorno frustrado ao Cruzeiro
Foi então repatriado pelo time que o revelou, o Cruzeiro, em 2006. Entretanto, não teve uma boa passagem pelo time mineiro, jogando apenas algumas partidas no Brasileirão daquele ano e no Campeonato Mineiro de 2007, anotando apenas 3 gols.

### Na Inglaterra
Em 2007, transferiu-se para o Manchester City. Na Inglaterra, teve um bom início, mas não encantou a ponto de ser titular, não tendo seu contrato renovado para a próxima temporada.
Em julho de 2008, o Hull City, recém subido para a Premier League, acertou um contrato com o jogador, que viria a ser o principal destaque do clube na primeira temporada deste na elite do futebol inglês. Além de ter marcado o primeiro gol da história do Hull na primeira divisão inglesa, foi responsável direto por diversos resultados importantes na luta contra o rebaixamento. Destacam-se gols nas vitórias por 2–1 sobre o Arsenal e por 1–0 sobre o Tottenham. Também deixou o dele em jogos contra outros grandes do país, como nas derrotas por 4–3 para o Manchester United e por 3–1 para o Liverpool, além de ter marcado o gol do empate por 2–2 com seu ex-clube, o Manchester City. Por esses feitos, virou ídolo da torcida do Hull, mas não conseguiu evitar o rebaixamente na temporada seguinte e acabou deixando o clube devido ao seu alto salário.

### Passagem nos Estados Unidos
Algum tempo depois, em 16 de agosto de 2010, assinou contrato com o clube estadunidense San Jose Earthquakes.. Participou de 12 jogos e marcou um gol na liga americana.

### Vitória
Não renovou para a temporada seguinte e, no dia 30 de janeiro de 2011, foi confirmado como nova contratação do Vitória. Estreou no segundo Ba-Vi do ano, em que o time rubro-negro saiu derrotado por 2–0. Marcou seus primeiros gols alguns dias depois, na vitória sobre o Bahia de Feira, também por 2–0, tendo convertido dois pênaltis na partida. Continuou a se destacar e, no dia 3 de abril, na goleada por 4–1 do rubro-negro sobre o Feirense, tendo Geovanni anotado o primeiro tento, de falta, foi homenageado pela diretoria do clube por ter chegado, atuando pelo Vitória, às marcas de 500 jogos e 100 gols na carreira. Já no primeiro Ba-Vi decisivo das semifinais do Campeonato Baiano, marcou, de falta, o gol da vitória por 1–0 do rubro-negro. No jogo de volta, numa derrota por 3–2 que ainda assim classificou o time à final do estadual, voltou a marcar. A temporada para Geovanni acabou de forma frustrante após o Vitória falhar na busca do acesso à Série A, principal objetivo do clube no ano, por um ponto.
Iniciou o ano de 2012 ainda como titular da equipe, sob o comando de Toninho Cerezo. Ao longo do Campeonato Baiano, Cerezo optou por sacá-lo do time e incluir Lúcio Flávio como titular em algumas partidas, decisão que inicialmente não agradava parte da torcida. Apesar disto, atuou nas finais do Baianão, quando o Vitória acabou perdendo o título para o arquirrival Bahia após dois empates, já que o tricolor tinha melhor campanha na primeira fase. Após o estadual e com a saída de Cerezo, Geovanni viu suas poucas chances serem reduzidas ainda mais, atuando cerca de 40 minutos em todo o primeiro turno da Série B, turno este que terminou com a liderança do Vitória, novamente na busca do acesso à primeira divisão. Com pouquíssimas chances sob o comando de Paulo César Carpegiani, que não o relacionava sequer para o banco de reservas há mais de dois meses, Geovanni rescindiu seu contrato com o rubro-negro no dia 28 de agosto.

### America Mineiro
No dia seguinte, assinou contrato com o América Mineiro até março de 2013.

### Bragantino
Em julho de 2013, o Bragantino anunciou a contratação de Geovanni.

## Estatísticas
Atualizado até 30 de agosto de 2012.
| Clube                | Ano               | Copa nacional | Copa nacional | Campeonato nacional | Campeonato nacional | Competições continentais | Competições continentais | Outras competições | Outras competições | Total | Total | Total |
| Clube                | Ano               | Jogos         | Gols          | Jogos               | Gols                | Jogos                    | Gols                     | Jogos              | Gols               | Jogos | Gols  |       |
| -------------------- | ----------------- | ------------- | ------------- | ------------------- | ------------------- | ------------------------ | ------------------------ | ------------------ | ------------------ | ----- | ----- | ----- |
| Cruzeiro             |                   |               |               |                     |                     |                          |                          |                    |                    |       |       |       |
| 1997                 | 0                 | 0             | 7             | 0                   | ?                   | 1                        | ?                        | 0                  | 7                  | 1     |       |       |
| América Mineiro      |                   |               |               |                     |                     |                          |                          |                    |                    |       |       |       |
| 1998                 | 2                 | 0             | 15            | 1                   | 0                   | 0                        | ?                        | 0                  | 17                 | 1     |       |       |
| Cruzeiro             |                   |               |               |                     |                     |                          |                          |                    |                    |       |       |       |
| 1999                 | 0                 | 0             | 17            | 2                   | ?                   | 2                        | ?                        | 1                  | 17                 | 5     |       |       |
| 2000                 | 11                | 5             | 22            | 9                   | ?                   | 1                        | ?                        | 4                  | 33                 | 19    |       |       |
| 2001                 | 0                 | 0             | 0             | 0                   | ?                   | 7                        | ?                        | 8                  | ?                  | 15    |       |       |
| Barcelona            |                   |               |               |                     |                     |                          |                          |                    |                    |       |       |       |
| 2001–02              | 1                 | 0             | 21            | 1                   | 10                  | 0                        | 0                        | 0                  | 32                 | 1     |       |       |
| 2002–03              | 1                 | 1             | 5             | 0                   | 5                   | 1                        | 0                        | 0                  | 11                 | 2     |       |       |
| Benfica              |                   |               |               |                     |                     |                          |                          |                    |                    |       |       |       |
| 2002–03              | 0                 | 0             | 17            | 3                   | 0                   | 0                        | 0                        | 0                  | 17                 | 3     |       |       |
| 2003–04              | 3                 | 0             | 21            | 5                   | 8                   | 1                        | 0                        | 0                  | 32                 | 6     |       |       |
| 2004–05              | 6                 | 4             | 31            | 6                   | 8                   | 0                        | 0                        | 0                  | 45                 | 10    |       |       |
| 2005–06              | 3                 | 0             | 25            | 2                   | 8                   | 1                        | 1                        | 0                  | 37                 | 3     |       |       |
| Cruzeiro             |                   |               |               |                     |                     |                          |                          |                    |                    |       |       |       |
| 2006                 | 0                 | 0             | 12            | 2                   | ?                   | 0                        | ?                        | 0                  | 12                 | 2     |       |       |
| 2007                 | 5                 | 0             | 2             | 0                   | ?                   | 0                        | ?                        | 1                  | 7                  | 1     |       |       |
| Manchester City      |                   |               |               |                     |                     |                          |                          |                    |                    |       |       |       |
| 2007–08              | 1                 | 0             | 19            | 3                   | 0                   | 0                        | 3                        | 0                  | 23                 | 3     |       |       |
| Hull City            |                   |               |               |                     |                     |                          |                          |                    |                    |       |       |       |
| 2008–09              | 3                 | 0             | 34            | 8                   | 0                   | 0                        | 0                        | 0                  | 37                 | 8     |       |       |
| 2009–10              | 1                 | 1             | 26            | 3                   | 0                   | 0                        | 1                        | 1                  | 28                 | 5     |       |       |
| San José Earthquakes |                   |               |               |                     |                     |                          |                          |                    |                    |       |       |       |
| 2010                 | 0                 | 0             | 12            | 1                   | 0                   | 0                        | 0                        | 0                  | 12                 | 1     |       |       |
| Vitória              |                   |               |               |                     |                     |                          |                          |                    |                    |       |       |       |
| 2011                 | 1                 | 0             | 34            | 3                   | 0                   | 0                        | 12                       | 10                 | 47                 | 13    |       |       |
| 2012                 | 6                 | 0             | 2             | 0                   | 0                   | 0                        | 17                       | 1                  | 25                 | 1     |       |       |
| América Mineiro      |                   |               |               |                     |                     |                          |                          |                    |                    |       |       |       |
| 2012                 | 0                 | 0             | 9             | 0                   | 0                   | 0                        | 0                        | 0                  | 9                  | 0     |       |       |
| Total na carreira    | Total na carreira | 44            | 11            | 331                 | 49                  | 39                       | 14                       | 34                 | 26                 | 448   | 100   |       |

## Títulos
Cruzeiro
- Campeonato Mineiro: 1997 e 1998
- Recopa Sul-Americana: 1998
- Copa Centro Oeste: 1999
- Copa dos Campeões Mineiros: 1999
- Copa do Brasil: 2000
- Copa Sul-Minas: 2001

Benfica
- Taça de Portugal: 2003/04
- Campeonato Português: 2004/05
- Supertaça de Portugal: 2004/05

Seleção Brasileira
- Mundial Sub-17: 1997
- Sul-Americano Sub-17: 1997

## Artilharias
Cruzeiro
- Copa Centenário de Belo Horizonte: 1997 (3 gols)
- Recopa Sul-Americana: 1998 (2 gols)
- Campeonato Baiano: 2011 (10 gols)